# 무니치피오역
무니치피오 (Municipio) 역은 이탈리아 나폴리 지하철 1호선의 역이다. 산페르디난도 구에 자리해 있다.

## 상세
무니치피오 역은 알바로 시차와 에두아르도 소우토 데 모우라의 설계에 따라 지어졌으며, 피아차델피에비시토, 스파뇰리, 베베렐로 구역 등을 역세권으로 삼고 있다. 또 나폴리 항구의 관광객용 부두와도 가깝다. 역 건물은 카스텔 누오보 로를 따라 들어서 있으며 산조르조 타워와 베베렐로 파워 사이에 자리해 있고 옛 메르카단테 극장 앞에 있다. 공사 당시 옛 유적이 다수 발굴되는 바람에 수차례 중단 연기되었다.
공사 완료 시점에서 역 출구는 총 다섯개로 메디나 로, 데프레티스 로, 무니치피오 광장 (산자코모 광장 앞 공원 부근과 유적지 부근에 하나씩), 마리티마 역 (지하보도를 통해서 연결) 등에 나 있다. 지금은 메디나 가 쪽에만 나 있으며 1호선 중이층 부근과는 엘리베이터로도 연결되어 있다. 산자코모 광장 쪽 출구와 론드레스 호텔 부근 광장 중앙의 임시출구도 있지만 나머지 출구 공사가 끝날 때까지는 폐쇄될 방침이다.
무니치피오 역의 공사는 2000년부터 시작되었으나, 중간중간에 의미있는 유적들이 수차례 발굴된 탓에 설계도 수정을 27차례나 거쳐야 했다. 특히 공사 마지막에는 탐사 기간 동안에 발굴된 고대 유적들을 보존하는 작업이 완공 때까지 진행되었으며, 전체 역 공사 중에서 가장 세심하게 진행되었다. 이 같은 이례적 환경과 상당한 양의 유물 (고대 로마 시대의 선박유적 다섯 척 등)로 인해 무니치피오 역은 두오모 역과 함께 '고고학' 역으로 지정되었다. 또 역내 대합실과 마리티마 역 쪽 출구와 이어지는 지점에 상설전시관을 설립해 공사 과정에서 발굴된 유적과 유물들을 전시해놓고 있다.
2000년에 시공해 15여년간의 공사 끝에 2015년 5월 16일에 완공식을 치를 예정이었으나, 바로 그 전날 세콘딜리아노에서 4명이 사망하는 사고가 나면서 루이지 데 마지스트리스 나폴리 시장이 애도의 뜻으로 참석하기 어렵다고 판단, 5월 23일로 연기하였다. 이후 6월 2일 일반영업을 개시하였으며 1호선에서 영업에 들어간 18번째 역이 되었다.
첫 영업을 개시한 날은 마침 공화국의 날이기도 하였는데, 지난 2014년 9월 20일 비계에서 작업하다 추락해 숨진 살바토레 렌나라는 인부를 추모하는 명패가 역내에 설치되었다. 이후 2017년 7월 21일 산자코모 광장 앞의 출구가 뚫리는 동시에, 차후 6호선 승강장과 이어줄 두번째 연결터널의 칸막이도 설치되었다. 오는 2020년에는 나폴리 지하철 6호선이 연장되어 환승역으로 바뀔 예정이다.

## 시설
이 역에는 다음과 같은 시설이 있다.
- 매표기
- 매표소

## 환승
- 트램
- 트롤리버스
- 버스 정류장